# 埃爾克哈特鎮區 (伊利諾伊州洛根縣)
埃爾克哈特鎮區（英語：Elkhart Township）是位於美國伊利諾伊州洛根縣的一個行政鎮區。

## 地方資料
根據2010年美國人口普查的數據，埃爾克哈特鎮區的面積為134.00平方千米，當中陸地面積為134.00平方千米，而水域面積為0.00平方千米。當地共有人口500人，而人口密度為每平方千米3.73人。